# Ice Bucket Challenge

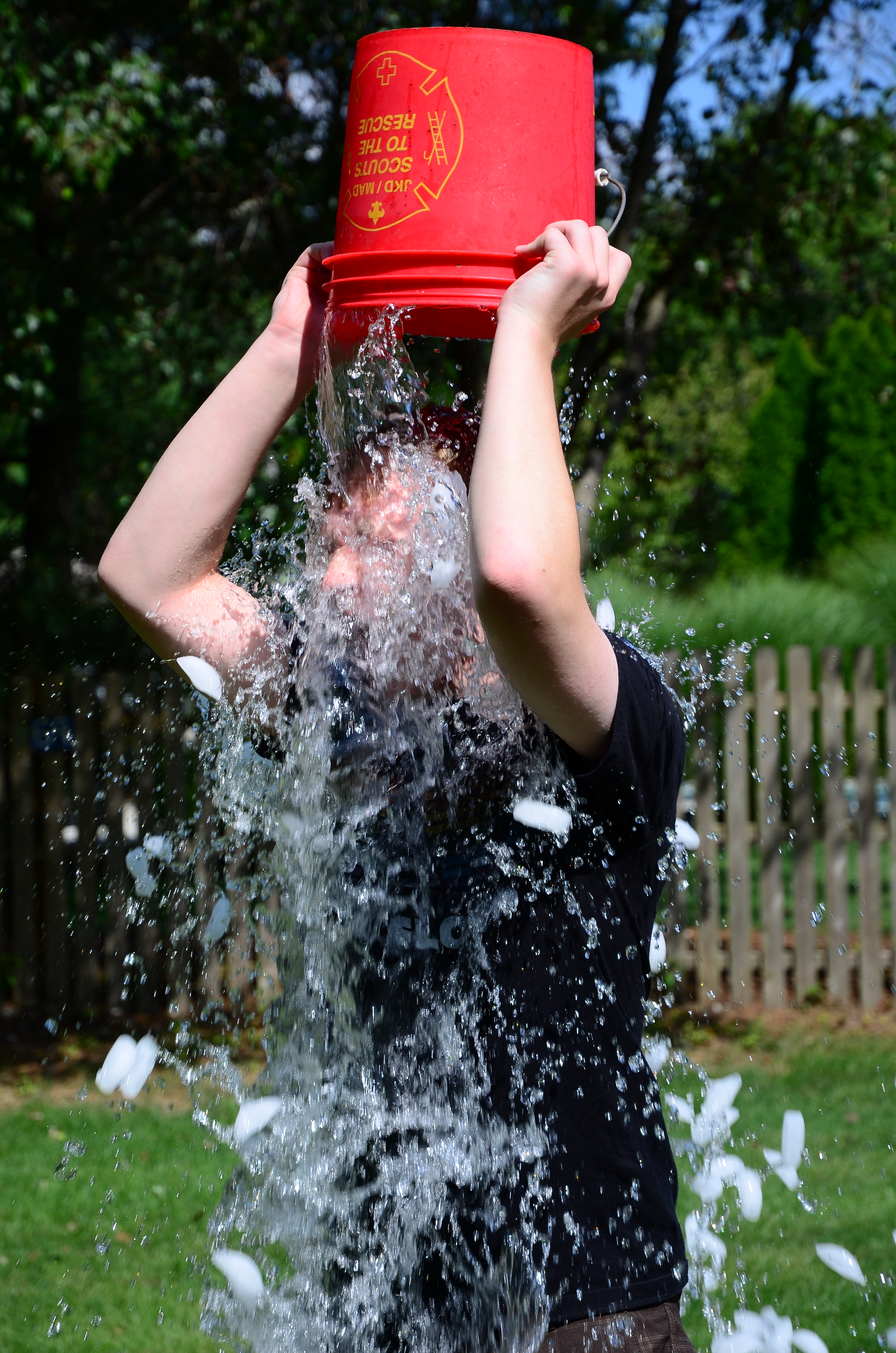
Persoană participantă la Ice Bucket Challenge

Ice Bucket Challenge (Provocarea găleții de gheață) este o campanie de donații dedicate ajutorării celor suferinzi de scleroză laterală amiotrofică (boala Charcot sau boala Lou Gehrig) și conștientizării acestei maladii, de care suferea și Stephen Hawking.
La această campanie au aderat o mulțime de personalități americane și din întreaga lume, printre care se numără: Bill Gates, Lady Gaga, Oprah Winfrey, Shakira, Mark Zuckerberg, Selena Gomez.
Participanții sunt provocați să își verse pe cap un vas cu apă la temperatură scăzută (amestecată cu gheață) și o mulțime de astfel de videoclipuri au invadat internetul și mass-media. Regulile presupun ca, în 24 de ore de la primirea nominalizării, trebuie să donezi bani și/sau să torni găleata de apă cu gheață pe cap. Filmul trebuie să cuprindă numele acțiunii caritabile la care participi și numele noilor nominalizați.
În România, Asociația MaiMultVerde a adoptat aproape imediat campania Ice Bucket Challenge și îi provoacă pe participanți să doneze bani, orice sumă de la 10 lei în sus, care echivalează cu plantarea unui copac sau să își toarne o găleată de apă cu gheață pe cap.